# タヒチ80
タヒチ80（タヒチ・エイティ、英: Tahiti 80）は、フランスのポップ・ミュージックバンド。

## 来歴
1993年、フランスのノルマンディー地方、ルーアンの学生であったグザヴィエ・ボワイエを中心に活動し始める。
1998年、フランスのレーベル「アトモスフェリック」よりデビュー。
1999年、ワールド・ツアーをまわっていたCorneliusこと小山田圭吾にデモ・テープを渡したことがきっかけで、小山田が選曲したコンピレーション・アルバム『ラマ・ランチ・コンピレーション』に「ハートビート」のデモ・ヴァージョンが収録される。後に小山田は「ハートビート」のリミックスも手がける。
アルバム『パズル』は、プロデューサーにアイヴィーのアンディ・チェイスを起用。またファウンテインズ・オブ・ウェインのアダム・シュレシンジャー、カーディナルのエリック・マシューズがゲスト参加する。
2000年、アメリカ、イギリス、日本でのデビューが正式に決定。夏にはサマーソニックに初出演。
2002年9月、セカンド・アルバム『ウォールペーパー・フォー・ザ・ソウル』をリリース。
2005年に発売された『フォスベリー』のタイトルは、1968年メキシコ・オリンピックの走り高跳びで金メダルを獲得したアメリカ人選手、ディック・フォスベリーに由来する。
2007年、グザヴィエが「Axe Riverboy」名義で初のソロ・アルバム『チュ・チュ・トゥ・タンゴ』をリリース。「Axe Riverboy」という名前は「Xavier Boyer」をアナグラムにしたもの。またリミックス・アルバム『チュ・チュ・トゥ・タンゴ・リミックス』も同年に発売された。
2008年には約3年半振りのスタジオ・アルバムとなる、4枚目のアルバム『アクティヴィティー・センター』がリリースされる。収録曲の中には「明治神宮に行きたい」という歌詞がある。
2009年、サマーソニック・ビーチステージのヘッドライナーとして再び出演するが、東京公演は荒天のため中止となった。
2010年、3度目のサマーソニック出演。同年、初のベスト・アルバム『シングルス・クラブ』をリリースした。
2011年、メンバー2人を追加して6人編成となり、アルバム『ザ・パスト、ザ・プレゼント&ザ・ポッシブル』をリリース。
2013年、フジロックフェスティバルに初出演。

## メンバー
- グザヴィエ・ボワイエ (Xavier Boyer) - ボーカル、ギター、キーボード、ピアノ、ベース
- メデリック・ゴンティエ (Médéric Gontier) - ギター、ボーカル、キーボード
- シルヴァン・マルシャン (Sylvain Marchand) - ドラムス、パーカッション、キーボード、ピアノ
- ペドロ・ルスンド (Pedro Resende) - ベース、キーボード、プログラミング、パーカッション、ボーカル
- ラファエル・レジェ (Raphaël Léger) - ドラムス

### 旧メンバー
- ジュリアン・バーバガッロ (Julien Barbagallo) - キーボード、パーカッション

## ディスコグラフィ

### スタジオ・アルバム
- 『パズル』 - Puzzle (1999年)
- 『ウォールペーパー・フォー・ザ・ソウル』 - Wallpaper for the Soul (2002年)
- 『フォスベリー』 - Fosbury (2005年) ※タイトルは走高跳の選手ディック・フォスベリーから
- 『アクティヴィティー・センター』 - Activity Center (2008年)
- 『ザ・パスト、ザ・プレゼント&ザ・ポッシブル』 - The Past, the Present & the Possible (2011年)
- 『ボールルーム』 - Ballroom (2014年)
- 『ザ・サンシャイン・ビート Vol.1』 - The Sunshine Beat Vol. 1 (2018年)
- 『ヒア・ウィズ・ユー』- Here With You (2022年)
- 『ハロー・ハロー』- hello Hello (2024年)

### コンピレーション・アルバム
- A Piece of Gold (2003年)
- Unusual Sounds (2005年)
- 『シングルス・クラブ』 - Singles Club (2010年) ※初回限定盤は11曲のミュージック・ビデオを収録したDVD付
- 『フィア・オブ・アン・アコースティック・プラネット』 - Fear Of An Acoustic Planet (2019年) ※リアレンジ・アルバム

### EP
- 20 Minutes (1996年)
- 『ハートビート・リミキシーズ』 - Heartbeat Remix (2000年)
- Extra Pieces (2001年)
- I.S.A.A.C (2001年)
- 『ソングス・フロム・アウター・スペース』 - Songs From Outer Space (2001年)
- 『ア・ピース・オブ・サンシャイン』 - A Piece of Sunshine (2003年)
- Extra Pieces of Sunshine (2004年)
- Sotomayor EP (2005年) ※タイトルは走高跳の選手名（ハビエル・ソトマヨル）から
- 『ヨウルプッキ EP』 - Joulupukki (2008年)
- Solitary Bizness (2010年)
- Bang (2013年)
- ... And the Rest Is Just Crocodile Tears (2016年)
- Lipstick Stains (2022年)

### シングル
- 「ハートビート」 - "Heartbeat" (1999年)
- 「メイド・ファースト (ネヴァー・フォーゲット)」 - "Made First" (2000年)
- "A Love From Outer Space" (2000年)
- "Yellow Butterfly" (2000年)
- 「1、000タイムス」 - "1000 Times" (2002年)
- 「ソウル・ディープ」 - "Soul Deep" (2002年)
- "Big Day" (2005年) ※ビデオ・ゲーム『FIFA 07』サウンドトラック収録
- 「チェンジズ」 - "Changes" (2005年)
- "Here Comes" (2005年)
- "Chinatown" (2006年) ※Fuguとのスプリット・シングル
- "All Around" (2008年)
- "Unpredictable" (2009年)
- "Darling (Adam & Eve)" (2011年)
- "Easy" (2011年)
- "Bang" (2013年)
- "Crush!" (2014年)
- "Missing" (2014年)
- "Let Me Be Your Story" (2018年)
- "Sound Museum" (2018年)
- "My Groove" (2018年)
- "Hurts" (2019年)

### 参加オムニバス・アルバム等
- 『ラマ・ランチ・コンピレーション』 - Llama Ranch Compilation (1999年) ※小山田圭吾選曲。「ハートビート」デモ・ヴァージョンを収録
- 『A Piece Of Gold (Soulful Pop Songs Selected By Tahiti 80)』 (2003年) ※グザヴィエ・ボワイエ選曲。メンバーが影響を受けたという楽曲を集めたコンピレーション・アルバム
- 『Unusual Sounds For Levi's Selected by Tahiti 80』 (2005年) ※リーバイスとのコラボレーション企画
- 『“COVERS”FreeTEMPO COVERED ALBUM』 (2009年) ※FreeTEMPOのトリビュート・アルバム。タヒチ80は「Harmony」で参加